# Mesquite (Nevada)
Mesquite is een plaats (city) in de Amerikaanse staat Nevada, en valt bestuurlijk gezien onder Clark County.

## Demografie
Bij de volkstelling in 2000 werd het aantal inwoners vastgesteld op 9389. In 2006 is het aantal inwoners door het United States Census Bureau geschat op 14.799, een stijging van 5410 (57,6%).

## Geografie
Volgens het United States Census Bureau beslaat de plaats een oppervlakte van 40,6 km², waarvan 39,7 km² land en 0,9 km² water. Mesquite ligt op ongeveer 488 m boven zeeniveau.

## Plaatsen in de nabije omgeving
De onderstaande figuur toont nabijgelegen plaatsen in een straal van 56 km rond Mesquite.